# Aleksandra Spanowicz
Aleksandra Spanowicz z domu Czubek (ur. 24 maja 1966 w Wejherowie) – polska malarka, rysowniczka komiksów, ilustratorka. Laureatka Grand Prix na V Ogólnopolskim Konwencie Twórców Komiksu w Łodzi w roku 1994.
Absolwentka gdyńskiego Liceum Sztuk Plastycznych. W 1995 ukończyła poznańską Akademię Sztuk Pięknych na Wydziale Malarstwa, Grafiki i Rzeźby. Mieszka w Wejherowie, gdzie uczy plastyki w szkole podstawowej.
Trafiła na karty II i III wydania Bedekera wejherowskiego oraz I wydania Leksykonu wejherowian Reginy Osowickiej.

## Nagrody i wyróżnienia
- Grand Prix za komiks Miasto nocą na V Ogólnopolskim Konwencie Twórców Komiksu w Łodzi w 1994 r.[1]
- Wyróżnienie podczas ogólnopolskiej wystawy prac dyplomów liceów plastycznych w Koszalinie za cykl ilustracji do baśni Hansa Christiana Andersena
- Wyróżnienie za komiks Opowieść o Złodzieju Snów do scenariusza Macieja Andrysiaka, Festiwalu Myśli Drukowanej, Szczecin 2006 r.

## Komiksy (wybór)
- Fatal Girl – cykl komiksów publikowany w magazynie Kelwin i Celsjusz.
- Wampir – cykl komiksów do scenariuszy Jerzego Szyłaka, który ukazywał się magazynach: Kelwin i Celsjusz, Czas Komiksu – antologia, Komiks Forum, Stripburger (Słowenia), zinach: Oriozum, Czerwony Karzeł oraz w prasie, m.in. w Głosie Wielkopolski.
- Dekameron do scenariusza Tomasza Marciniaka, katalog wystawy Czas na komiks.
- Dzień pod Trójmiastem (scenariusz Jan Plata-Przechlewski) – w turystycznej publikacji promocyjnej wydanej przez UM w Wejherowie, czerwiec 2009r.
- 15-te urodziny infantki, Antologia komiksu Polskiego. Człowiek w probówce.
- Śpiący do scenariusza Bartosza Kurca, antologia Niewinne dzieci.
- Bajki zdecydowanie nie dla dzieci – cykl komiksów do scenariuszy Macieja Andrysiaka.

## Albumy komiksowe
- Buty (scenariusz Jerzy Szyłak) – timof i cisi wspólnicy, 2007

## Inne dzieła
Okładki i ilustracje do książek:
- Wiersze Polskich Poetów dla Dzieci
- Jan Brzechwa dla Najmłodszych
- Dolina Tęczy
- Rilla ze Złotego Brzegu
- Kalendarz z baśniami Andersena

## Wystawy
- 1995 – Wystawa Laureatów Konwentów Komiksu, Muzeum Karykatury w Warszawie
- 1995 – "Wystawa Komiksu", Galeria Bielska BWA
- 1997 – „Komiks polski 1957-1991”, Toruń
- 1998 – „La bandedessinee en Pologne 1919-1998” Maison du Limousin (Paryż), Château de Saint-Auvent (Saint-Auvent),
- 1998 – "Współczesny komiks polski 1991 – 1997", Muzeum Okręgowe, Toruń
- 1999 – “Od Szalonego Grzesia do Jeża Jerzego – 80 lat cyklicznych historyjek obrazkowych w Polsce”, Biblioteka Narodowa, Warsszawa
- 1999 – „A WOMEN’S COMIC WORLD”, GalerieSlaphanger, Rotterdam
- 2003 – „Cały ten komiks – od Kajka i Kokosza do Matrixa”, Gdańsk
- 2005 – Wystawa indywidualna w Muzeum Miasta Gdyni
- 2007 – Komiksfest, Praga
- 2008 – Wystawa na festiwalu Trans Granica, Magdeburg
- 2008 – „Na cztery łapy – Koty w polskim komiksie”, Praga
- 2010 – "Czas na komiks", BWA Jelenia Góra[2]
- 2010 – "Czas na komiks", BWA Zielona Góra[3]
- 2011 – "Czas na komiks", Studio BWA Wrocław[4]
- 2011 – "Czas na komiks", Galeria Instytutu Polskiego w Bratysławie[5]
- 2011 – "Czas na komiks", Galeria Bielska BWA[6]
- 2011 – "Czas na komiks", Wałbrzyska Galeria Sztuki Biuro Wystaw Artystycznych "Zamek Książ"
- 2011 – "Czas na komiks", MFKiG Łódź
- 2012 – "Czas na komiks", MBWA Leszno
- 2012 – "Czas na komiks", Galeria Sztuki im. Jana Tarasina w Kaliszu
- 2019 – "Komiks polski na SoBD w Paryżu", Le Salon de la BD à Paris 2019[7]